# Nymfidianos
Nymfidianos – sofista grecki żyjący w IV wieku n.e., brat dwóch filozofów – Maksymosa z Efezu i Klaudianosa. Działał w Smyrnie. 

## Życiorys
Eunapios przekazuje, że Nymfidianos, mimo że nie uczył się retoryki w Atenach, posiadał wiedzę godną sofisty. Sprawował urząd magister epistularum Graecarum między 361 a 363, w trakcie rządów Juliana. Przeżył swojego brata Maksymosa (zamordowanego w 372), zmarł natomiast w podeszłym wieku przed napisaniem dzieła Eunapiosa, które powstało w 399/400.